# Trzonkówki
Trzonkówki, zwane również stylikowcami, stylikówkami lub stylikoodwłokimi (Apocrita) – podrząd owadów z rzędu błonkówek.

## Charakterystyka
Stylikowce charakteryzują się przewężeniem (trzonek, stylik) między tułowiem a odwłokiem.
Samice należące do tej grupy owadów przechodzących przeobrażenie zupełne (holometabolicznych) posiadają pokładełko (ovipositor), które u tzw. żądłówek (Aculeata) przekształciło się w żądło, a u tzw. owadziarek (Parasitica) nie.

## Systematyka
Podrząd trzonkówek dzieli się na nadrodziny:
- Trigonaloidea
- Megalyroidea
- Evanioidea
- dwojarki (Ceraphronoidea)
- tybelaki (Proctotrupoidea)
- Serphitoidea ( = Mymarommatoidea)
- Stephanoidea
- grupa owadziarki (Parasitica, Terebrantia)
  - bleskotki (Chalcidoidea)
  - galasówki (Cynipoidea)
  - gąsienniczki (Ichneumonoidea)
- grupa żądłówki (Aculeata)
  - pszczoły i grzebacze (Apoidea = Sphecoidea)[1]
  - złotolitki (Chrysidoidea = Bethyloidea)
  - osy (Vespoidea)
    - mrówki (Formicoidea) - obecnie nie stanowią odrębnej nadrodziny, zostały wcielone do nadrodziny Vespoidea.